# Your Uninstaller!
Your Uninstaller (также известная как Uninstaller или Your Uninstaller!) — условно-бесплатная программа, предназначенная для быстрого и надёжного удаления программ, очистки жёсткого диска и системного реестра на компьютере под управлением 32-битных и 64-битных операционных систем Microsoft Windows.

## Описание
Является расширенной надстройкой над апплетом панели управления Windows «Программы и компоненты» (в Windows Vista или Windows 7) или в Windows XP — «Установка и удаление программ» с простым пользовательским интерфейсом). Отдалённо интерфейс программы напоминает проводник Windows. Утилита тесно интегрируется в систему и способна полностью заменить системный деинсталлятор по умолчанию, предоставляет детальную информацию обо всём установленном программном обеспечении. Your Uninstaller производит анализ целевой системы и обнаруживает неиспользуемые файлы, а также ключи в системном реестре, которые имеют ошибки, оставшиеся от ранее удалённых программ.

## Состав программы
В состав программы включен деинсталлятор программ с дополнительным поиском забытых файлов и папок. В дополнительные услуги включены следующие модули:
| Менеджер автозапуска               | Модуль, который без особых хлопот позволяет управлять автозапуском системы |
| Освобождение места на диске        | Модуль для очистки дискового пространства на жёстких дисках                |
| Менеджер меню «Пуск»               | Модуль, который позволяет управлять меню «Пуск»                            |
| Очистка истории работы в Интернете | Модуль, служащий для очистки истории работы в Интернете                    |
| Безвозвратное удаление данных      | Модуль для удаления файлов из системы безвозвратно                         |
| Инструменты Windows                | Быстрый доступ для запуска системных приложений                            |

Your Uninstaller позволяет создать точку восстановления системы, чтобы осуществить восстановление системы, если система будет работать со сбоями после произведённых операций. К тому же утилита может заблокировать абсолютно любое приложение от непреднамеренного удаления файла, может изменить значок, отредактировать свойства программы и написать комментарий, сохранить регистрационные ключи и многое другое.
Утилита распространяется по принципу «попробуй перед тем, как купить» (try-before-you-buy) и работает оценочный период в 21 день.

## История
Кен Шпрейтзер написал первую широко используемую программу для персональных компьютеров и назвал её «UnInstaller», изначально утилита была лицензирована под торговой маркой MicroHelp, но затем, в феврале 1998 года была продана CyberMedia. После того, как автор продал программный продукт, перешёл работать в Maximized Software.